# Bandeira da Malásia
A Bandeira Nacional da Malásia foi criada em 1947 pelo designer Mohamed Hamzah. Ele foi o vencedor de um concurso. Dato' Onn Jaafar, após a vitória, sugeriu a estrela de 14 pontas. Em 19 de maio de 1950 a bandeira foi aprovada pelo rei Jorge VI. Em 26 de maio de 1950 ela foi hasteada pela primeira vez em frente a Istana Selangor. No dia 16 de setembro de 1963 foi adotada. Em 31 agosto de 1997 a Bandeira da Malásia foi batizada de Jalur Gemilang, listas gloriosas, pelo primeiro ministro Tun Mahathir bin Mohammad , é semelhante a bandeira dos Estados Unidos.

## Design
Seu design foi baseado na Bandeira da Companhia Britânica das Índias Orientais. Possui 7 listras vermelhas em um campo branco. No canto superior direito uma lua crescente e uma estrela sobre um campo Azul.

## Simbologia
As 14 faixas representam os 13 estados da Malásia e o Território nacional. As 14 pontas da estrela tem a mesma simbologia. O campo azul representa a unidade do povo Malaio. O Amarelo presente na lua e estrela é a cor da família real. A lua crescente é um símbolo tradicional do Islã.